# The Chaser (The Twilight Zone)
"The Chaser" is een aflevering van de Amerikaanse televisieserie The Twilight Zone.

## Plot

### Opening
Mr. Roger Shackleforth. Age: Youthful twenties. Occupation: Being in love. Not just in love, but madly, passionately, illogically, miserably, all-consumingly in love, with a young woman named Leila who has a vague recollection of his face and even less than a passing interest. In a moment you’ll see a switch, because Mr. Roger Shackleforth, the young gentleman so much in love, will take a short but very meaningful journey into the Twilight Zone.
— Rod Serling

### Verhaal
Roger Shackleforth is een man die hopeloos verliefd is op een vrouw genaamd Leila. Hij bezoekt een oude professor in de hoop dat die hem advies kan geven over hoe hij Leila's hart kan veroveren. De professor weigert eerst, maar verkoopt Roger uiteindelijk een liefdesdrankje.
Nadat Roger Leila dit drankje heeft gegeven, wordt zij ook verliefd op hem. Al snel begint Roger echter te beseffen dat deze kunstmatig opgewekte verliefdheid het niet haalt bij echte. Roger gaat daarom terug naar de professor om een tegengif voor het drankje te halen.
Die avond doet Roger het tegengif in een glas champagne. Net als hij Leila haar glas wil geven, bekent ze zwanger te zijn van hem. Van schrik laat Roger het glas kapotvallen. Diep van binnen weet hij ook wel dat als hij het glas niet had laten vallen, hij het Leila toch niet had kunnen geven.

### Slot
Mr. Roger Shackleforth, who has discovered at this late date that love can be as sticky as a vat of molasses, as unpalatable as a hunk of spoiled yeast, and as all-consuming as a six-alarm fire in a bamboo and canvas tent. [long pause] Case history of a lover boy who should never have entered the Twilight Zone.
— Rod Serling

## Rolverdeling
- George Grizzard: Roger Shackleforth
- John McIntire: Professor A. Daemon
- Patricia Barry: Leila
- J. Pat O'Malley: Homburg

## Achtergrond
Dit was de enige aflevering van het eerste seizoen dat niet werd geschreven door Rod Serling, Charles Beaumont of Richard Matheson. In plaats daarvan is het scenario geschreven door Robert Presnell, Jr.. Hij baseerde het scenario op een verhaal van John Henry Collier.
John Henrys verhaal werd al eerder bewerkt voor televisie. Zo was het onder de titel “Duet For Two Actors” te zien in een aflevering van The Billy Rose Show. Na te zijn uitgezonden in “The Twilight Zone” werd het verhaal ook bewerkt tot "Loved to Death", een aflevering van de horrorserie Tales from the Crypt.